# SQL/XML
SQL/XML spezifiziert SQL-basierte Erweiterungen zur Nutzung von XML in Verbindung mit SQL. Der neue Datentyp XML als auch diverse Routinen, Funktionen sowie XML-zu-SQL und SQL-zu-XML-Abbildung werden eingeführt, um Manipulation und Speicherung von XML in einer SQL-Datenbank zu unterstützen.
SQL/XML ist in Teil 14 XML-Related Specifications (SQL/XML) des Standards ISO/IEC 9075 der Datenbanksprache SQL definiert. Die erste Version erschien im Dezember 2003. Der Standard ist nicht frei verfügbar, jedoch gibt es ein ZIP-Archiv mit einem Entwurf der dritten Version, die im Juli 2008 erschien. Im Juni 2023 wurde die aktuelle Version 6.0 (ISO/IEC 9075-14:2023) veröffentlicht.

## Beschreibung
Die SQL/XML-Spezifikation beinhaltet Funktionen für die Konstruktion von XML-Daten. Diese Funktionen erlauben es dem Benutzer, neue Elemente oder Attribute mit Werten aus relationalen Tabellen zu konstruieren. Andere Funktionen wie beispielsweise XMLCONCAT oder XMLAGG können dazu verwendet werden, um kleine XML-Fragmente in größere zusammenzuführen. Folgende Konstruktionsfunktionen stehen zur Verfügung:
- XMLELEMENT
- XMLATTRIBUTES
- XMLFOREST
- XMLCONCAT
- XMLNAMESPACES
- XMLCOMMENT
- XMLPI
- XMLDOCUMENT
- XMLAGG
- etc.

SQL/XML definiert aber auch Funktionen, die es dem Benutzer erlauben, XQuery-Ausdrücke in SQL-Statements zu verwenden. Diese Funktionen lauten:
- XMLQUERY
- XMLTABLE

Während XMLQUERY Werte vom Typ XML zurückgibt, kann die Funktion XMLTABLE XML Daten als Input verwenden und eine relationale Tabelle als Ausgabe produzieren. Eigenschaften von XML-Daten können zum Beispiel mit dem XMLEXISTS-Prädikat ausgedrückt werden, typischerweise in der WHERE-Klausel eines SQL-Statements.

## Standardkonformität
Auf dem genannten Entwurf des ISO-Standards basiert auch die Evaluierung der SQL/XML:2006-Standardkonformität von Oracle 11g Release 1, MS SQL Server 2008 und MySQL 5.1.30 von Wagner. Das Ergebnis dieser Evaluierung wird in folgender Aufstellung dargestellt:
|                    | Oracle 11g Release 1                                                        | MS SQL Server 2008 | MySQL 5.1.30 |
| ------------------ | --------------------------------------------------------------------------- | ------------------ | ------------ |
| Basisdatentyp XML  | teilweise (Oracle bezeichnet den Datentyp als 'XMLType' anstelle von 'XML') | hohe               | keine        |
| SQL/XML-Prädikate  | hohe                                                                        | teilweise          | keine        |
| SQL/XML-Funktionen | hohe                                                                        | teilweise          | geringe      |

Aufgrund der kaum nennenswerten Änderungen in SQL/XML:2008 gegenüber SQL/XML:2006 hat oben angeführte Aufstellung nach wie vor Gültigkeit.